# Сарсай
Сарсай (каз. Сарысай) — село в Шалкарском районе Актюбинской области Казахстана. Входит в состав Биршогырского сельского округа. Код КАТО — 156438400.

## Население
По данным 1999 года, в селе не было постоянного населения. По данным переписи 2009 года, в селе проживало 405 человек (210 мужчин и 195 женщин).